# Peterskirche (Neckargartach)

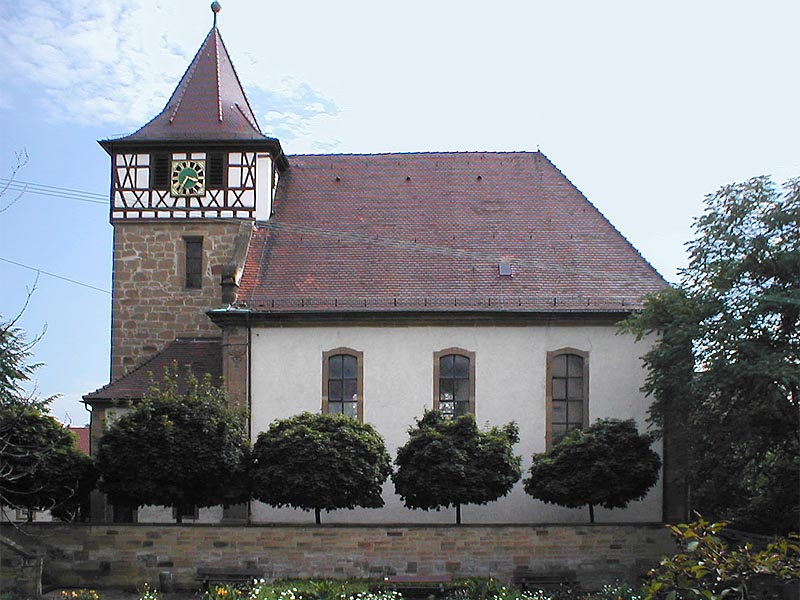
Peterskirche in Neckargartach

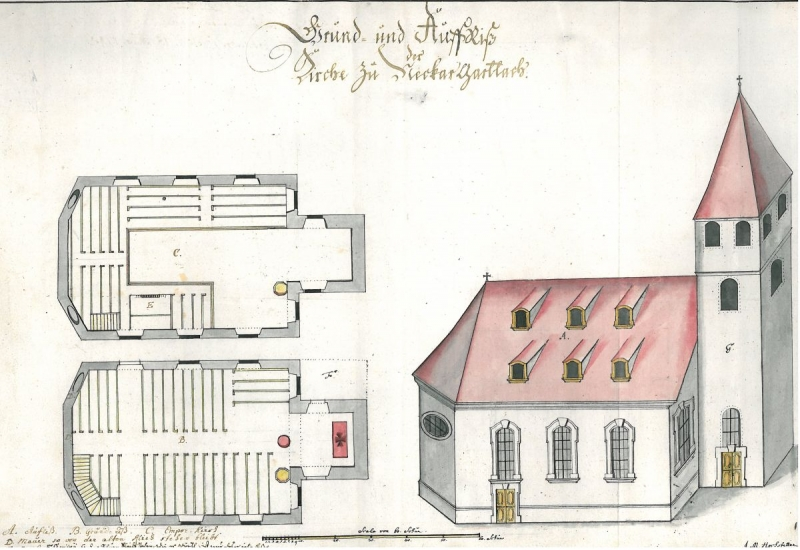

Die evangelische Peterskirche im Heilbronner Stadtteil Neckargartach ist eine Chorturmkirche aus der Zeit der mittelalterlichen Wehrkirchen, deren gotischer Turmchor in einen barocken Kirchenbau von 1766/67 eingegangen ist.

## Geschichte

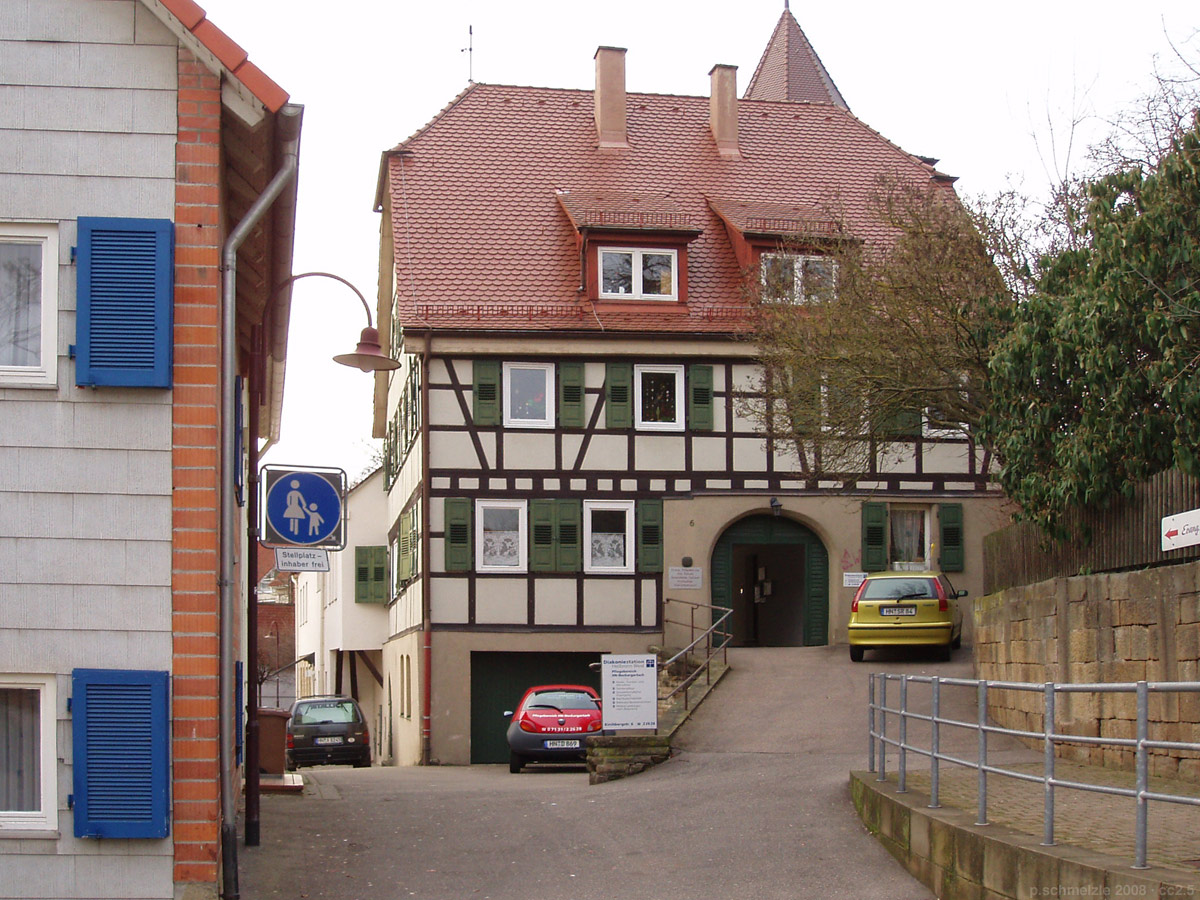
Das Mesnerhaus geht auf den Torturm der Wehrkirche zurück

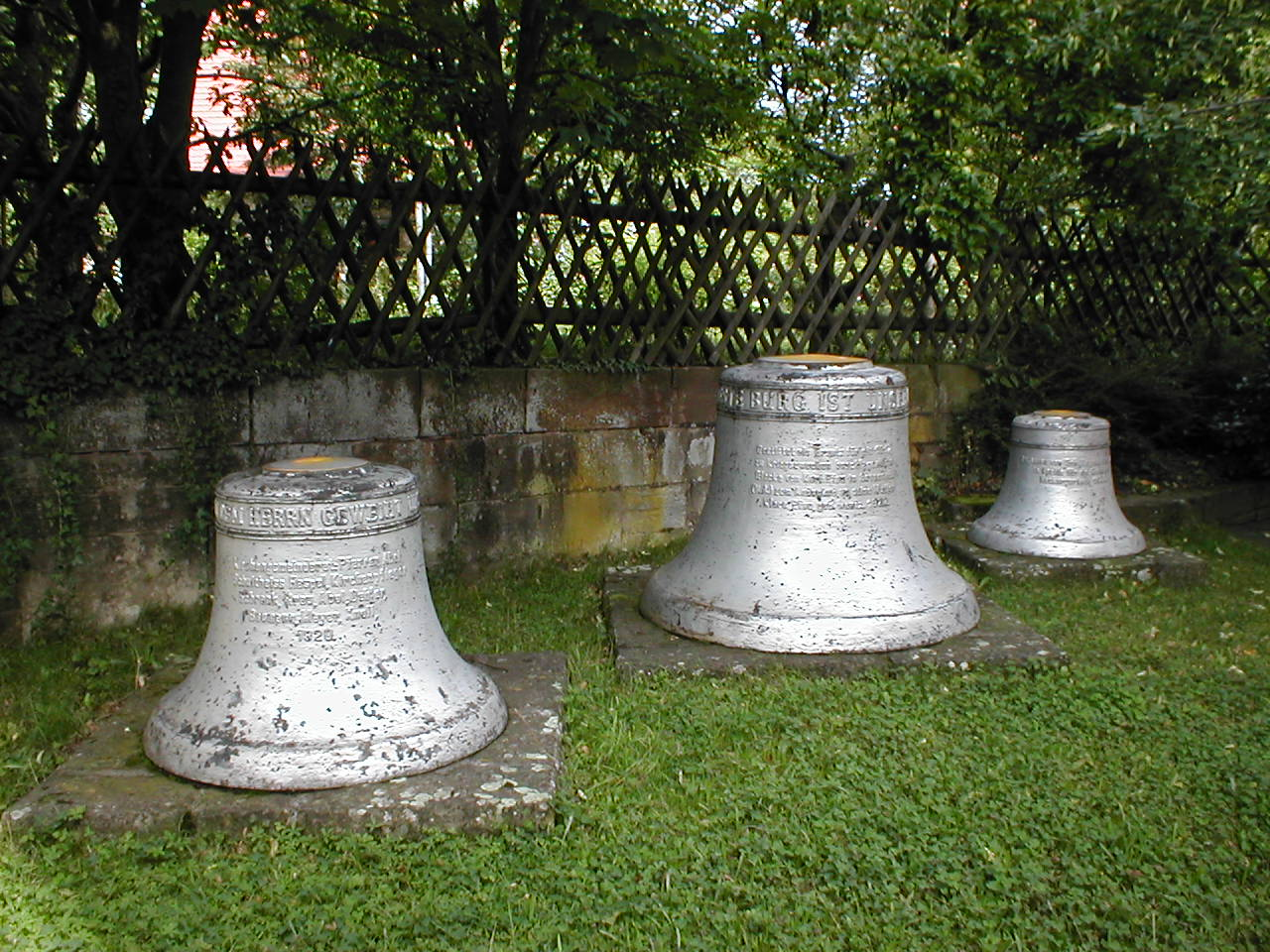
Diese Glocken von 1920 ersetzten die im Ersten Weltkrieg eingeschmolzenen Glocken, wurden ihrerseits dann aber 1988 wieder gegen neue Glocken ersetzt

Eine Kirche, die dem Apostelfürsten Petrus gewidmet war, wird bereits seit 1295 für Neckargartach erwähnt. Als Mutterkirche hatte die Neckargartacher Peterskirche verschiedene Filialen, darunter auch in Böllingen und in Frankenbach die dortige Albanskirche. Die Peterskirche dieser Zeit war noch eine Wehrkirche. Die Kirche samt Mesnerhaus und Pfarrhaus mit Garten steht auf einer Erhöhung im Gelände und war einst stark ummauert und befestigt.
Die Peterskirche in Neckargartach wurde immer wieder neu gebaut und umgebaut, so in den Jahren 1439 und 1551. Aus dieser Zeit stammt der Turm, der noch den Charakter der mittelalterlichen Wehrtürme mit Schießscharten aufweist. Neckargartach wurde samt der Peterskirche Mitte des 16. Jahrhunderts reformiert. Ein Seitenportal der Kirche datiert auf 1605. Der letzte Kirchenbau war 1766/67, aus dem auch das Langhaus der Chorturmkirche stammt, dessen Hauptportal mit 1767 datiert ist.
Von der einstigen Wehrkirche künden noch Reste des Torturms, der erst zur Schule, im 18. Jahrhundert dann zum heute noch erhaltenen Mesnerhaus umgebaut wurde.
Im Ersten Weltkrieg wurden die Glocken der Peterskirche enteignet und für Rüstungszwecke eingeschmolzen. 1920 wurden neue Glocken für die Kirche gespendet. Es waren Stahlglocken, die im Laufe der Zeit zu zerspringen drohten und 1988 durch ein vierstimmiges Geläut aus Bronzeglocken ersetzt wurden; Glockenweihe war an Christi Himmelfahrt. Die Glocken von 1920 stehen als Denkmäler auf dem Kirchengelände.
Seit 1988 besteht das Geläut aus folgenden, von Bachert in Kochendorf gegossenen Glocken:
| Name                     | Ton  | Gewicht | Durchmesser |
| ------------------------ | ---- | ------- | ----------- |
| Bet- und Friedensglocke  | des´ | 2052 kg | 1480 mm     |
| Schied- oder Kreuzglocke | f´   | 977 kg  | 1170 mm     |
| Zeichen- und Rufglocke   | as´  | 553 kg  | 970 mm      |
| Taufglocke               | b´   | 377 kg  | 870 mm      |

Im Jahr 1999 wurde in der Turmuhrstube eine Schau-Turmuhr eingerichtet, die gelegentlich bei Veranstaltungen zur Besichtigung geöffnet ist.

## Beschreibung

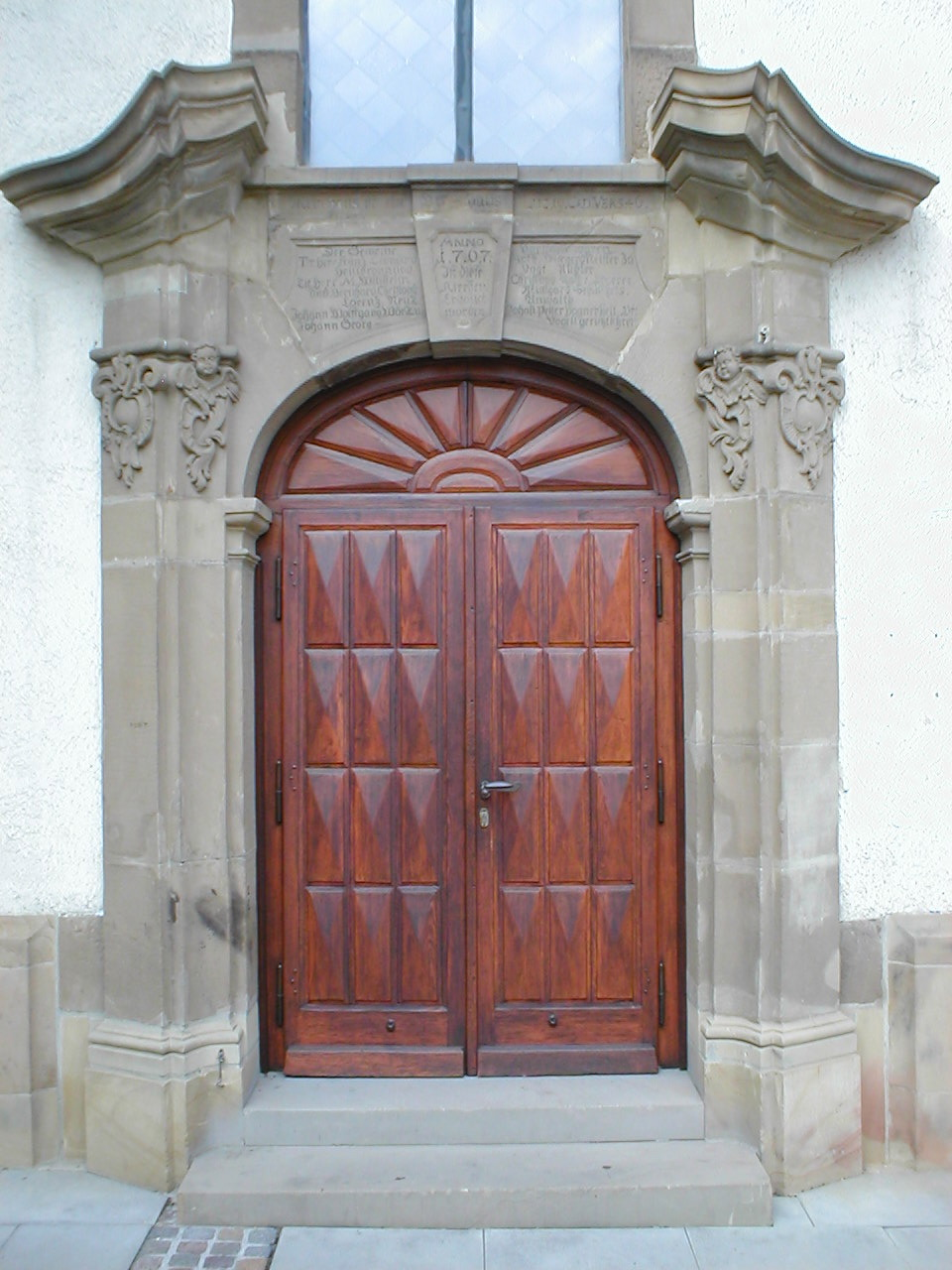
Hauptportal, datiert 1767

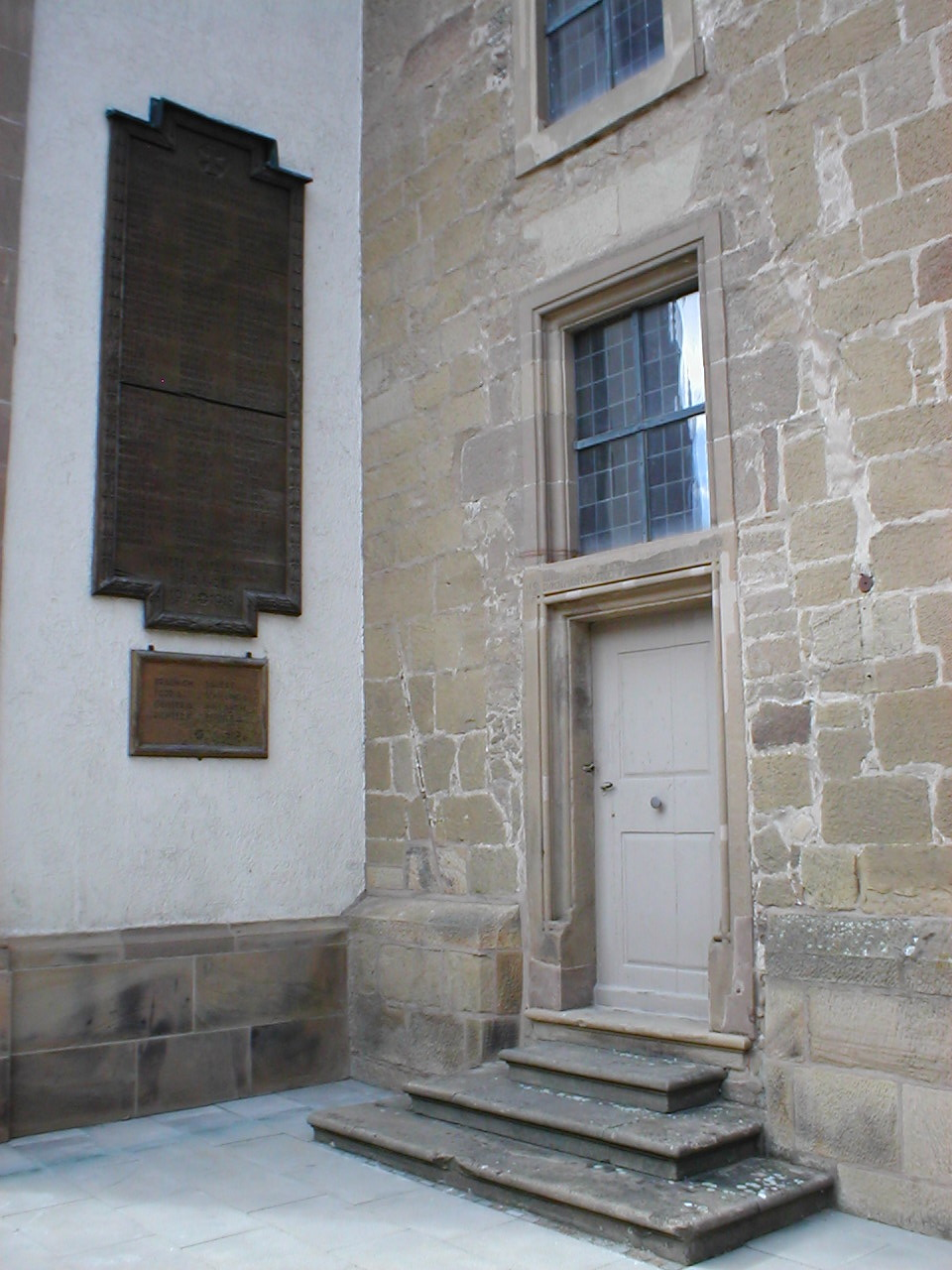
Seitenportal der Peterskirche (1605) mit Gedenktafel 1914–18

### Kirchengebäude
Das Sakralgebäude ist als Ost-Chorturmkirche gebaut worden, d. h. der Chor mit dem Schnitzaltar des frühen 16. Jahrhunderts befindet sich im Untergeschoss des nach Osten ausgerichteten Kirchturms. Der untere Teil des Turmes stammt noch aus der Zeit der Gotik und besteht aus Sandsteinen. Der Turm hat einen quadratischen Grundriss und wurde zur Zeit des Barock (18. Jahrhundert) in fränkischem Fachwerk aufgestockt und mit einer Glockenstube versehen. Der Turm schließt mit einem pyramidalen Turmhelm ab.
Im Turm unten befindet sich eine Tür; über ihr steht:
Ich bin die dir unt das Leben spricht Christus wer
 durch mich eingeht der wirt selig werden 1605
Das Kirchengebäude wurde 1767 erneuert. Dabei wurde die Peterskirche als Saalkirche gestaltet und erhielt ein Gewölbe mit Stichkappen. Über dem Hauptportal an der westlichen Giebelseite ist eine Tafel mit folgender Inschrift angebracht:
Mein Haus ist ein Bethaus.
Anno 1767 ist diese Kirche erbaut worden
Im Inneren der Kirche läuft eine Empore auf drei Seiten um („Hufeisenempore“), die auf 16 Feldern Darstellungen von Jesus nebst Aposteln und Evangelisten zeigt. In der südöstlichen Ecke steht eine hölzerne Kanzel, die noch aus der späten Renaissance stammt. An der Kanzel befinden sich zwei Wappen. Das eine zeigt eine weibliche Figur mit Urne und Stab sowie die Datierung 1661, das andere zeigt ein Rad mit den Initialen J.C.W. Die Kanzel wurde bei der Erneuerung der Kirche 1767 ebenfalls renoviert und trägt die Inschrift:
1767 ist die Kanzel reberiert
Conrad Freudenthaler
Eine Malerei, Martin Luther mit einem Schwan darstellend, soll sich in der Kirche befinden.

### Altar
In der Peterskirche steht ein gotischer Flügelaltar von 1516. Im Schrein des Altars befinden sich geschnitzte Vollfiguren, die Flügel sind bemalt. Neben den einst an Werktagen geschlossenen Altarflügeln hat der Altar noch ein feststehendes Paar Seitenflügel.
Der Schrein des Altars zeigt drei Figuren: in der Mitte Petrus mit Patriarchenkreuz, Schlüssel und Buch, links von ihm Paulus mit Schwert und rechts von ihm Johannes der Täufer mit Lamm. Der linke Flügel des Altars zeigt Szenen aus dem Leben des Petrus: auf der Innenseite den wundersamen Fischzug und die Erweckung der Tabea, auf der Außenseite die Begegnung zwischen Christus und Petrus sowie das Martyrium des Petrus. Im rechten Flügel ist das Leben des Paulus dargestellt: auf der Innenseite die Bekehrung des Paulus und die Flucht aus Damaskus, auf der Außenseite die Taufe des Paulus durch Ananias und die Enthauptung des Paulus. Die feststehenden Seitenflügel zeigen links einen nicht identifizierbaren Ritter oder Heiligen in rotem Wams mit Dolch und flatternder Fahne, zu dessen Füßen eine Jungfrau kauert. Auf dem rechten feststehenden Flügel ist der Pilger Wendelin mit Stab und Rosenkranz zu sehen.
In der Predella sind die vier Kirchenväter (Papst Gregor, Kardinal Hieronymus, Bischof Ambrosius und Bischof Augustinus) als Halbbüsten dargestellt.

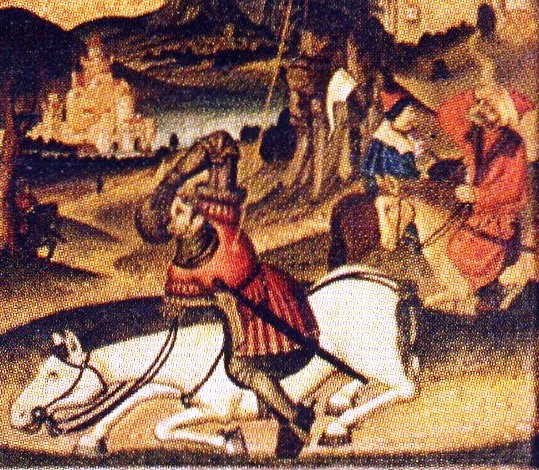
Die Bekehrung des Paulus
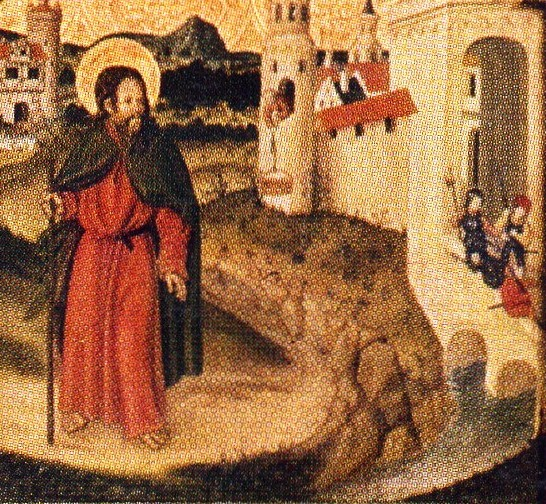
Die Flucht aus Damaskus
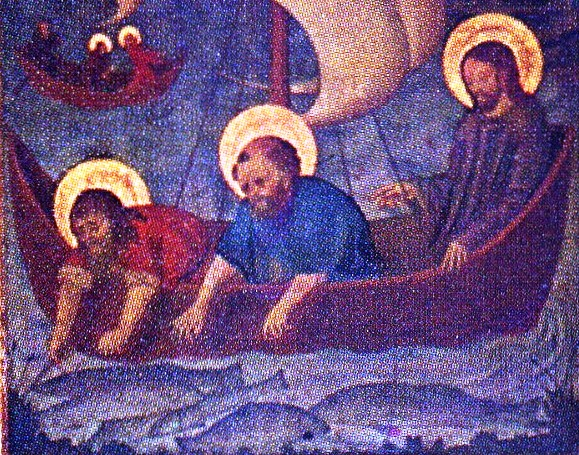
Der wundersame Fischzug
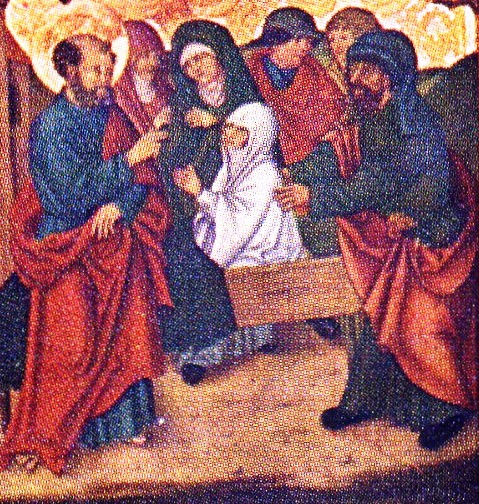
Die Erweckung der Tabea
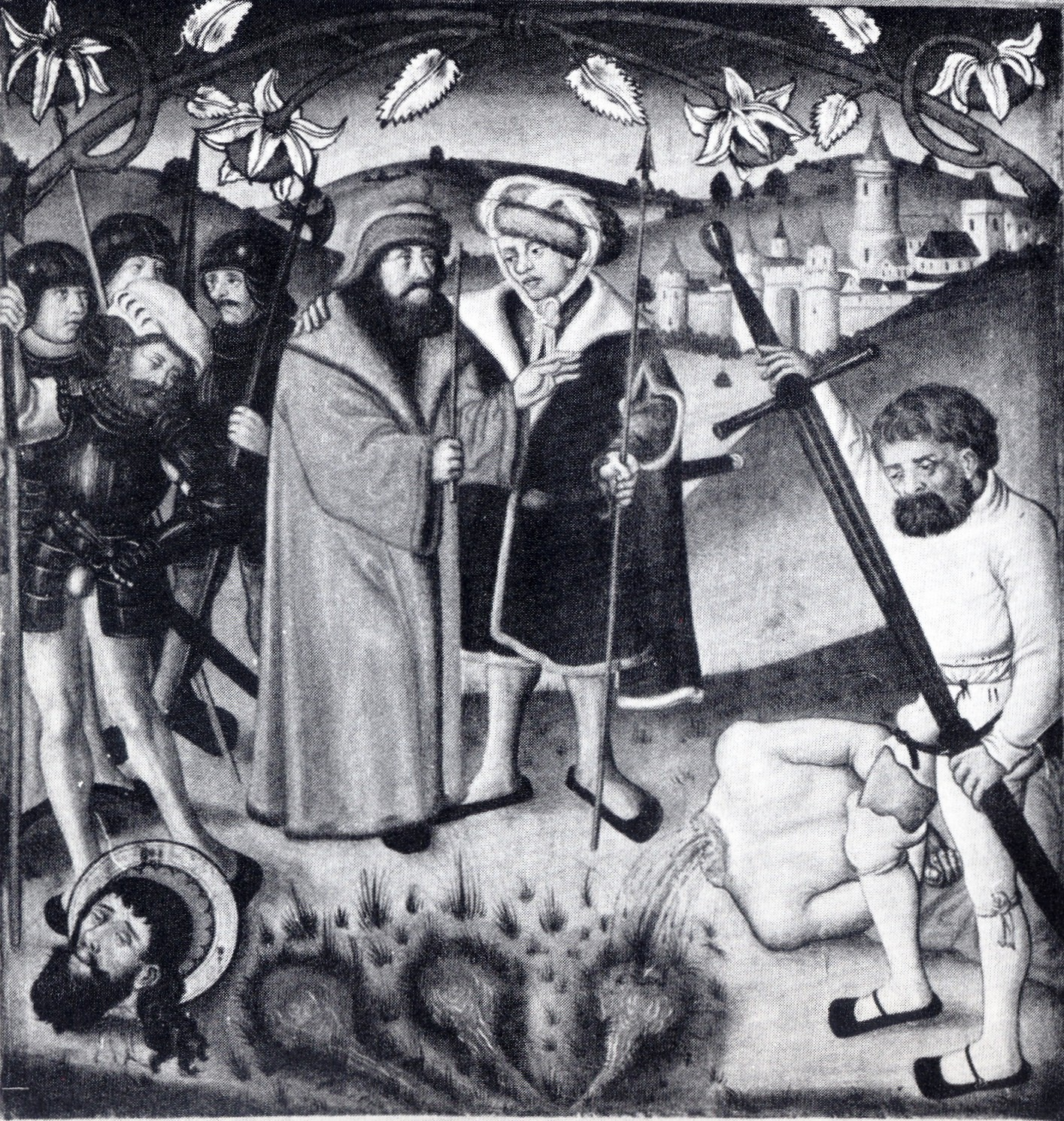
Die Enthauptung des Paulus
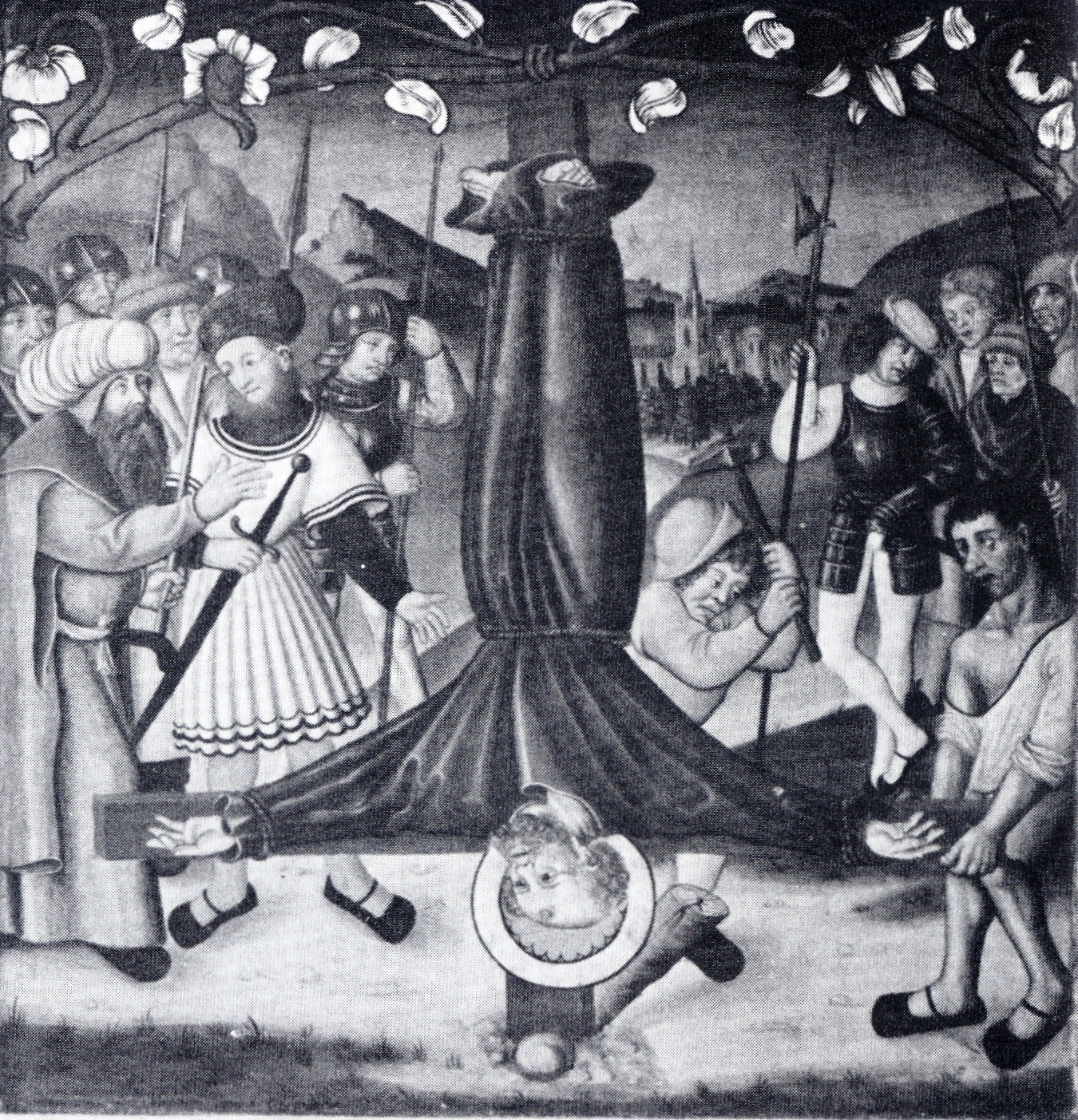
Das Martyrium des Petrus

## Kriegerdenkmal

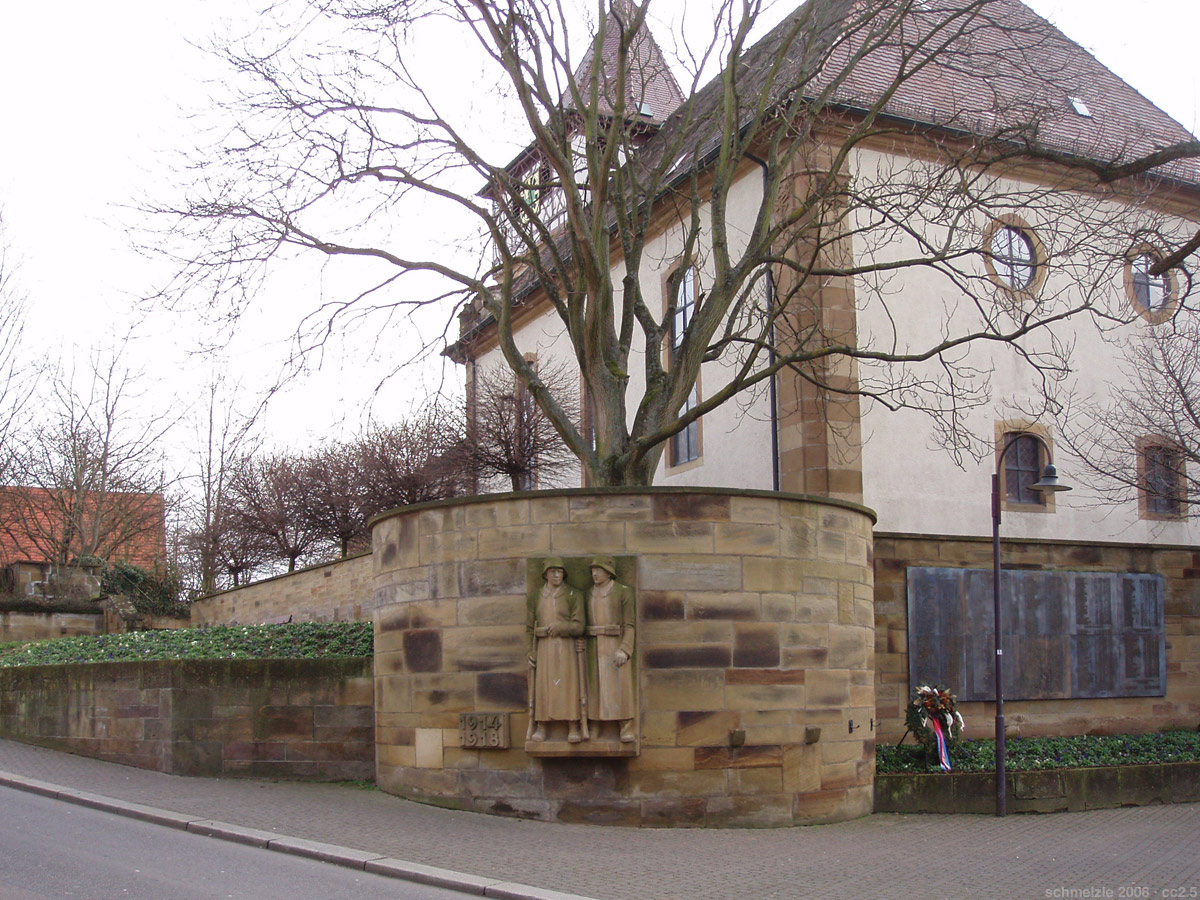
Kriegerdenkmal

Eine Mauer unterhalb der Kirche wurde zum Neckargartacher Kriegerdenkmal für die Toten der beiden Weltkriege ausgestaltet, wobei die Namen der 1914 bis 1918 gefallenen Neckargartacher in die Mauer eingraviert wurden.

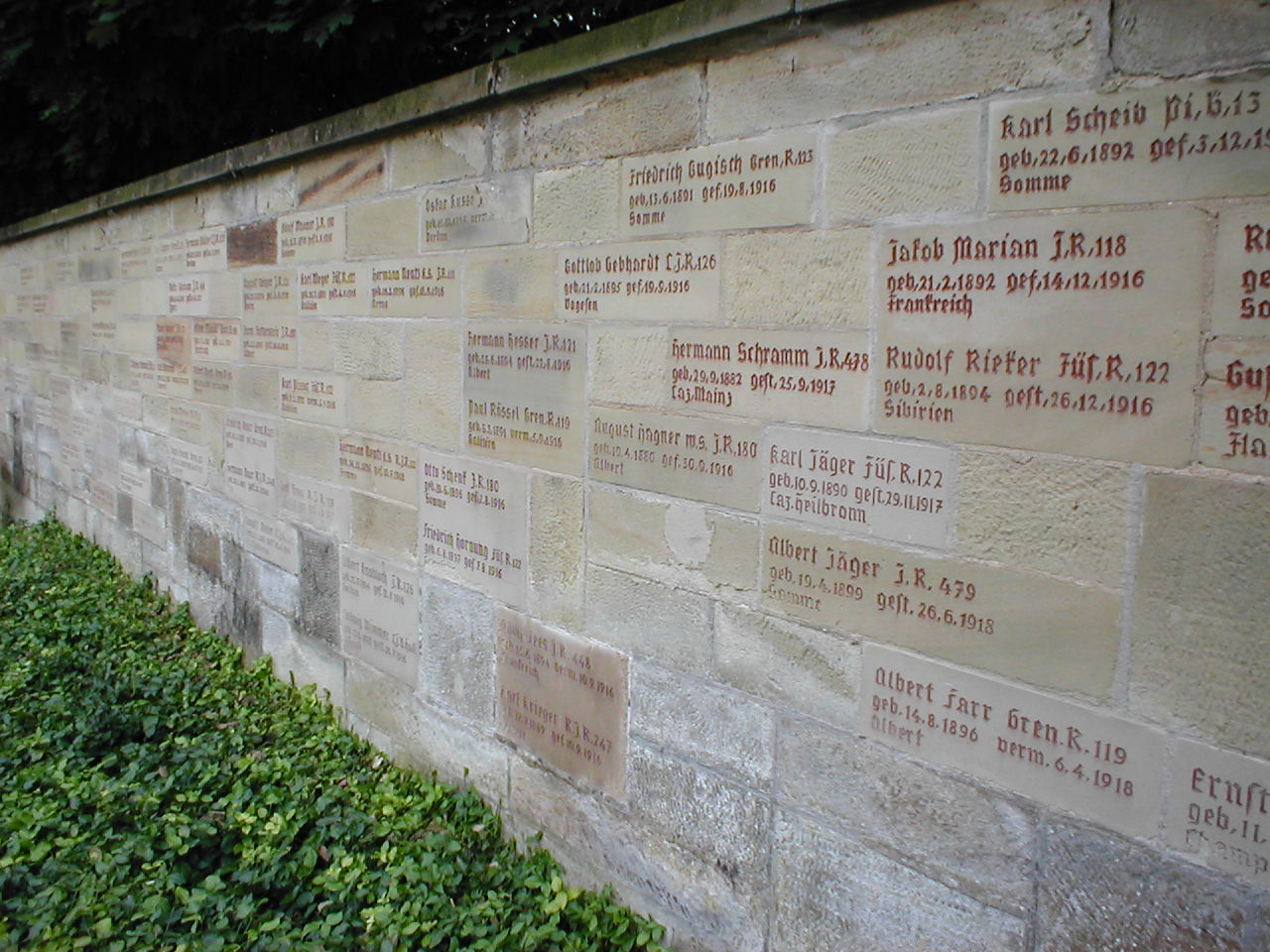
Namensmauer
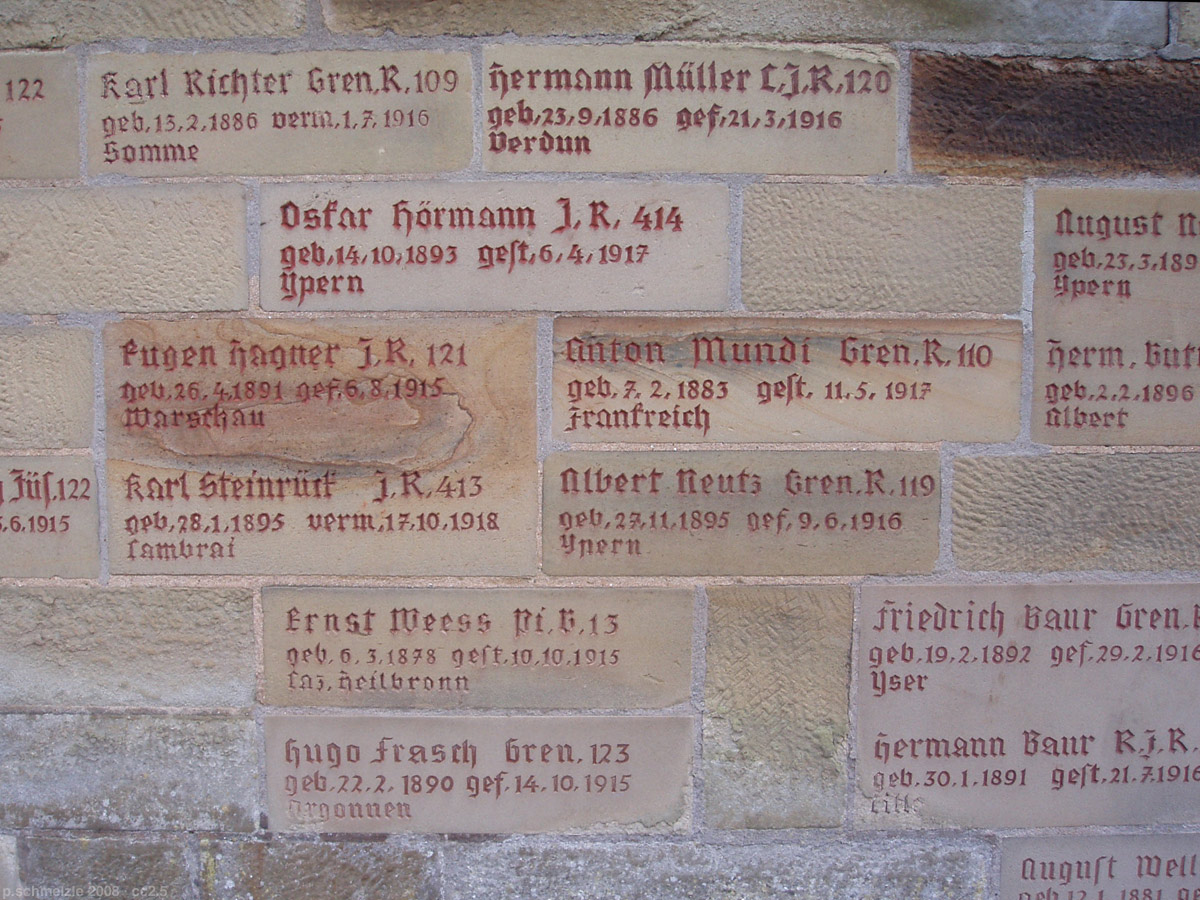
Namensmauer